# Ungra
Ungra là một xã thuộc hạt Brașov, România. Dân số thời điểm năm 2002 là 2036 người.